# Mix FM Maringá
Mix FM Maringá é uma emissora de rádio brasileira sediada em Maringá, cidade do estado do Paraná. Opera no dial FM, na frequência 97,9 MHz, e é afiliada à Mix FM. Pertence ao Grupo Maringá de Comunicação, que também controla as rádios Maringá FM e CBN Maringá.

## História
A 97.9 FM está no ar desde o final dos anos 1980. Durante os anos 1990, foi afiliada da Transamérica FM, sendo substituída pela programação da Rede LBV Mundial. Em 2002, inicia afiliação com a Antena 1, durando até o ano seguinte com a estreia da rádio local Cidade FM. Em 2006, inicia afiliação com a Globo FM, também com duração de 1 ano. Durante parte do período em que esteve no ar, a rádio teve crescimento satisfatório na região, com boa aceitação comercial.
A partir de dezembro de 2007, a emissora passa a fazer expectativa para a estreia da Mix FM na cidade. A Mix FM Maringá foi lançada às 15h do dia 7 de janeiro de 2008, marcando o início das atividades da rede no estado do Paraná. Em Maringá, se tornou a segunda opção jovem no dial FM, que até então só tinha a Jovem Pan FM Maringá. Em 2011, assumiu a liderança no segmento jovem e aparecia entre as 5 rádios mais ouvidas de Maringá, consolidando essa posição por 4 anos seguidos. Tal desempenho foi reafirmado em pesquisa de audiência publicada em 2017. Em outubro de 2017, a Mix FM Maringá ficou em segundo lugar no prêmio Top of Mind Maringá, na categoria Rádio, ficando entre as outras duas emissoras do Grupo Maringá. Em 2019, a emissora apareceu em terceiro lugar na mesma premiação.